# نقل وراثي
النقل الوراثي أو تحوير وراثي أو تحوير جيني هو نقل خبر وراثي في مورثة تسمى المورثة المنقولة داخل كائن حي حتى تظهر عليها خاصية جديدة وينقلها إلى نسله. ويسمى الكائن الحي منقولا له وراثيا.